# Bousies
 Bousies  es una población y comuna francesa, en la región de Norte-Paso de Calais, departamento de Norte, en el distrito de Avesnes-sur-Helpe y cantón de Landrecies.

## Demografía
| 1,905 | 1,895 | 1,814 | 1,723 | 1,717 | 1,683 |
| Para los censos de 1962 a 1999 la población legal corresponde a la población sin duplicidades (Fuente: INSEE [Consultar]) |       |       |       |       |       |